# 137億年の物語
『137億年の物語:宇宙が始まってから今日までの全歴史』（ひゃくさんじゅうななおくねんのものがたり:うちゅうがはじまってからこんにちまでのぜんれきし）は、クリストファー・ロイドによる、ビッグバンから現代までの歴史を解説した図解本である。
これを原作に、2013年4月14日から2014年9月27日までテレビ東京系列で番組が放送されていた。

## 書籍
書籍の原題はWhat on Earth Happened?... in Brief: The Planet, Life and People from the Big Bang to the Present Dayで、2009年6月にBloomsbury Publishing より出版された。日本語版は2012年9月に、文藝春秋より野中香方子訳で出版された。また、原作の他にウォールブック(大型本のビジュアル大年表)も併せて発売されている。
- 英語原作
  - What on Earth Happened?... in Brief: The Planet, Life and People from the Big Bang to the Present Day Bloomsbury Publishing ,2009 ,ISBN  978-1408802168
  - What on Earth Happened?: The Complete Story of the Planet, Life and People from the Big Bang to the Present Day ,Bloomsbury Publishing ,2012 ,ISBN 978-1408834831
  - The What on Earth? Wallbook: From the Big Bang to the Present Day,Bloomsbury Publishing,2009,ISBN 978-0956593610

- 日本語訳
  - 『137億年の物語 宇宙が始まってから今日までの全歴史』、文藝春秋、2012年、ISBN 978-4163742007
  - 『ビジュアル大年表 137億年の物語』、文藝春秋、2012年、ISBN 978-4163764900

## 日本語版目次
- 第1部 母なる自然-137億年前〜700万年前[2]

ビッグバンと宇宙の誕生
生命はどこからきたか
地球と生命体のチームワーク
化石という手がかり
海は生命の源
生命の協力体制
進化の実験場
恐竜戦争
花と鳥とミツバチ
哺乳類の繁栄
- 第2部 ホモ・サピエンス-700万年前〜紀元前5000年

冷凍庫になった地球
二足歩行と脳
心の誕生
人類の大躍進
狩猟採集民の暮らし
大型哺乳類の大量絶滅
農耕牧畜の開始
- 第3部 文明の夜明け-紀元前5000年〜西暦570年ごろ

文字の発明 シュメール文明
王は神の化身 エジプト文明
母なる大地の神
金属、馬、車輪
中国文明の誕生
仏教を生んだインドの文明
オリエントの戦争
ギリシア都市国家の繁栄
覇者が広めたヘレニズム文化
ローマ帝国の繁栄と衰退
先住民の精霊信仰
コロンブス以前の南北アメリカ大陸
- 第4部 グローバル化-西暦570年ごろ〜現在

イスラームの成立と拡大
紙、印刷術、火薬
中世ヨーロッパの苦悩
富を求めて
大航海時代と中南米の征服者たち
新大陸の農作物がヨーロッパを変えた
生態系の激変
ヨーロッパ人は敵か味方か
自由がもたらした争い
人類を変えたテクノロジー
白人による植民地獲得競争
資本主義への反動
世界はどこへ向かうのか?

## 著者クリストファー・ロイドついて
著者はイギリス人科学ジャーナリストのクリストファー・ロイドである。
1968年生まれ。英国ケンブリッジ大学で中世史を学んで91年に学位を取得した後、サンデー・タイムズ紙記者。1996年にニューズインターナショナルのマネジメントに転職し、サンデー・タイムズ紙のウェブ版を立ち上げた。その後、ベンチャーのインターネットメディアビジネスに携わったあと、2000年に教育ソフトウェア出版社に転職。2006年に退職。2010年に出版社What on Earth Publishing Ltdを起業。現在は講演活動などをしながら生計を立てている。
インタビュー記事
日経ビジネスオンライン「東京大空襲なんて初めて知りました」
プレジデントオンライン「クリストファー・ロイド 〜学校をやめさせて、1年間家族旅行したのはなぜですか？」
本の話Web「『137億年の物語』著者が教える わが子を勉強好きにさせる方法」

## TV版
この枠が教養番組になるのは『トコトンハテナ』終了以来約1年半ぶりである。2013年10月から、後続番組『モヤモヤさまぁ〜ず2』の開始時刻が18:30に繰り上がることとなった。これにより、放送日時を変更する。
レギュラー放送終了後、特別版として「池上彰＆寺脇康文の世界驚きヒストリー 〜137億年の物語」が、2014年11月16日に放送された。

### 出演者
- 寺脇康文 - 博士役
- 相内優香（テレビ東京アナウンサー） - 助手役、ナレーション兼務
- 宮崎美子 - 家主役（2014年3月22日 - ）
- 池上彰 - 解説・番組監修も行っている。

#### 過去の出演者
- 千阪健介・布施柚乃・粟生睦未 - 生徒役（番組開始 - 2014年3月29日）

千阪健介と布施柚乃は2014年7月26日放送回に、最終回は過去回で放送された映像の再放映という形で3人揃って出演。

#### ゲスト
- パトリック・ハーラン（2014年9月6日、9月20日放送）

### 声の出演
- 斉藤一也（テレビ東京アナウンサー）- クリストファー・ロイド本人（吹き替え）、ナレーション兼務

### エンディングテーマ曲
Mother Nature / アーティスト: TERRA
放送リスト
- ()内は再放送日(木曜深夜2時35分〜深夜3時5分）

| 放送日                         | サブタイトル                                          | 歴史の主人公                       |
| ------------------------------ | ----------------------------------------------------- | ---------------------------------- |
| 2013年4月14日                  | 奇跡の星・地球ついに誕生                              | 地球                               |
| 2013年4月21日                  | 恐竜帝国滅亡、隕石が原因だった                        | 恐竜                               |
| 2013年4月28日                  | 猿人 大地に立つ                                       | 二足歩行した人類                   |
| 2013年5月5日                   | 私たちではない別の人類がいた                          | ホモ・サピエンス                   |
| 2013年5月12日                  | 人類、アフリカから旅立つ                              | ホモ・サピエンス                   |
| 2013年5月19日                  | 人類、ついにパンを焼く                                | 農耕牧畜を始めた人々               |
| 2013年5月26日                  | シュメール人、文字を発明!                             | 文字を発明したシュメール人         |
| 2013年6月2日                   | “目には目を 歯には歯を” ハンムラビ法典が完成          | バビロンの王 ハンムラビ            |
| 2013年6月9日                   | ギリシャ軍 “トロイの木馬”作戦で大勝利!                | シュリーマン                       |
| 2013年6月16日                  | エジプトの王がミイラになった                          | ミイラになった王                   |
| 2013年6月23日                  | 古代中国人 米作りを始める                             | 米作りをした人                     |
| 2013年6月30日                  | シルクロードを商人が行き交う                          | 「絹の道」シルクロードを旅した人々 |
| 2013年7月7日                   | 今に生きる思想家・孔子の世界                          | 孔子                               |
| 2013年7月14日                  | 始皇帝、中国を統一                                    | 古代中国の最高権力者・秦始皇帝     |
| 2013年7月21日                  | 古代ポリネシア人、太平洋を渡る                        | 太平洋の島に渡り、生き抜いた人々   |
| 2013年7月28日                  | 古代ハワイアン、ハワイに定住する                      | 太平洋の島に渡り、生き抜いた人々   |
| 2013年8月4日 (2014年5月22日)   | ローマ帝国、地中海を制圧!                             | 古代ローマ市民                     |
| 2013年8月11日 (2014年5月29日)  | カエサル、ルビコンの決断                              | ユリウス・カエサル                 |
| 2013年8月25日                  | 古代ローマ市民コロッセオで熱狂!                       | コロッセオの人々                   |
| 2013年9月1日                   | 生命のビッグバン、海で起こる                          | ダーウィンと海で生まれた生き物     |
| 2013年9月8日                   | 魚たちの上陸作戦 大成功!                              | 古代の魚たち                       |
| 2013年9月15日                  | ハチが地球に花を咲かせた                              | ミツバチと花                       |
| 2013年9月22日                  | 哺乳類、恐竜時代を生き延びる                          | サバイバルした哺乳類               |
| 2013年9月29日                  | 特別版 日本のはじまり 出雲の国                        | 出雲の神「大国主大神」             |
| 2013年10月5日 (2014年5月1日)   | オリーブ、古代ギリシャで民主主義を実らす              | オリーブを愛したアテネ市民         |
| 2013年10月12日 (2014年5月8日)  | 世界初の英雄登場!アレクサンドロス大王                 | アレクサンドロス大王               |
| 2013年10月19日                 | ギリシャで古代オリンピック開催                        | 古代ギリシャのアスリートたち       |
| 2013年10月26日 (2014年5月15日) | 古代ギリシャで起こったスパルタ教育                    | 超体育会系のスパルタ市民           |
| 2013年11月2日                  | 3つの宗教の聖地・エルサレム                           | エルサレムに住む人々               |
| 2013年11月9日                  | ユダヤ人、苦難の歴史                                  | ユダヤ人                           |
| 2013年11月16日                 | 日本人気質を作った偉人・聖徳太子                      | 聖徳太子                           |
| 2013年11月23日                 | 平城京で働く役人たち                                  | 平城京で働く役人たち               |
| 2013年11月30日                 | ムハンマド、イスラム教を始める                        | ムハンマド                         |
| 2013年12月7日                  | イスラム教、世界に広がる                              | イスラム教の継承者たち             |
| 2013年12月14日                 | イエス誕生物語                                        | イエス                             |
| 2013年12月21日 (2014年4月24日) | イエス、十字架にかけられる                            | イエス                             |
| 2013年12月28日                 | 日本最初の観光 お伊勢参りとは何か？                   | お伊勢参りをする庶民               |
| 2014年1月11日                  | 恐竜は鳥に進化した                                    | 鳥の祖先                           |
| 2014年1月18日                  | 人類vsマンモス 決着は！？                             | マンモス                           |
| 2014年1月25日                  | 類人猿とヒトは、ここで分かれた！                      | 類人猿                             |
| 2014年2月1日                   | 地球が全て凍ってしまった                              | 地球                               |
| 2014年2月8日                   | キリスト教 ヨーロッパに広がる                         | ペテロとパウロ                     |
| 2014年2月15日                  | ローマ皇帝、キリスト教徒になる                        | セレナ                             |
| 2014年2月22日                  | キリスト教徒の暴走“魔女狩り”                          | ヒュパティア                       |
| 2014年3月1日                   | 十字軍、聖地エルサレムを巡る戦い                      | 十字軍                             |
| 2014年3月8日                   | オスマン帝国、東ローマ帝国を滅ぼす                    | メフメット2世と史上初の武器商人    |
| 2014年3月15日                  | オスマン帝国 、隆盛を誇る                             | スレイマン1世                      |
| 2014年3月22日                  | 宇宙が始まる前の物語                                  | 宇宙                               |
| 2014年3月29日                  | ヨーロッパを支配したヴァイキングの物語                | ヴァイキング                       |
| 2014年4月5日                   | フランスからやってきたイギリス王室物語                | ノルマン人                         |
| 2014年4月19日                  | 血塗られた王冠・ヘンリー8世                           | ヘンリー8世                        |
| 2014年4月26日                  | 森は神聖な場所〜ケルトの物語〜                        | 妖精                               |
| 2014年5月3日                   | ペスト、黒死病でヨーロッパの危機                      | 欧州人                             |
| 2014年5月10日                  | 天が二物を与えた ダ・ヴィンチの物語(1)                | レオナルド・ダ・ヴィンチ           |
| 2014年5月17日                  | 天が二物を与えた ダ・ヴィンチの物語(2)                | レオナルド・ダ・ヴィンチ           |
| 2014年5月24日                  | ルネサンスの独裁者・メディチ家の物語                  | メディチ家                         |
| 2014年5月31日                  | 歴史を変えた「鉱物」の物語                            | 鉱物                               |
| 2014年6月7日                   | フランスを救った少女の物語                            | ジャンヌ・ダルク                   |
| 2014年6月14日                  | 「それでも地球は回っている」ガリレオの物語            | ガリレオ・ガリレイ                 |
| 2014年6月21日                  | ギロチンにかけられた王妃 マリー・アントワネットの物語 | マリー・アントワネット             |
| 2014年6月28日                  | 大航海時代の物語その1                                 | クリストファー・コロンブス         |
| 2014年7月5日                   | 大航海時代の物語その2                                 | ヴァスコ・ダ・ガマ                 |
| 2014年7月12日                  | 鉄砲伝来の物語 その1 なぜ日本に鉄砲が伝えられたのか？ | 鉄砲を伝えたポルトガル人           |
| 2014年7月19日                  | 鉄砲伝来の物語 その2 日本は銃大国だった！？           | 種子島の人々                       |
| 2014年7月26日                  | 昆虫繁栄の物語                                        | 昆虫                               |
| 2014年8月2日                   | 大航海時代の物語その3 侵略者 VS 現地の人の物語        | 大航海時代の英雄たち               |
| 2014年8月9日                   | キリスト教を伝えたザビエルの物語                      | フランシスコ・ザビエル             |
| 2014年8月16日                  | 南蛮貿易と出島の物語                                  | 戦国の三大武将                     |
| 2014年8月23日                  | モンゴル民族 大陸制覇の物語                           | チンギス・ハン                     |
| 2014年8月30日                  | モンゴル襲来! 元寇で起こった奇跡の物語                | 鎌倉時代の人々                     |
| 2014年9月6日                   | 黒船来襲！日米関係の夜明け物語                        | ペリーとジョン万次郎               |
| 2014年9月13日                  | ブロードウェイを歩いたサムライたちの物語              | 日本のサムライ                     |
| 2014年9月20日                  | アメリカン・スピリッツの物語                          | ワシントン＆リンカーン大統領       |
| 2014年9月27日                  | 137億年の物語ランキング発表！                         | 137億年の物語に登場した人々        |

### ネット局

#### レギュラー放送
| 放送地域       | 放送局                | 系列               | 放送日時 (第1期)         | 放送日時 (第2期)         | 備考                                               |
| -------------- | --------------------- | ------------------ | ------------------------ | ------------------------ | -------------------------------------------------- |
| 関東広域圏     | テレビ東京（TX）      | テレビ東京系列     | 日曜 18時30分 - 19時00分 | 土曜 18時00分 - 18時30分 | 制作局                                             |
| 北海道         | テレビ北海道（TVh）   | テレビ東京系列     | 日曜 18時30分 - 19時00分 | 土曜 18時00分 - 18時30分 | 同時ネット                                         |
| 愛知県         | テレビ愛知（TVA）     | テレビ東京系列     | 日曜 18時30分 - 19時00分 | 土曜 18時00分 - 18時30分 | 同時ネット                                         |
| 大阪府         | テレビ大阪（TVO）     | テレビ東京系列     | 日曜 18時30分 - 19時00分 | 土曜 18時00分 - 18時30分 | 同時ネット                                         |
| 岡山県・香川県 | テレビせとうち（TSC） | テレビ東京系列     | 日曜 18時30分 - 19時00分 | 土曜 18時00分 - 18時30分 | 同時ネット                                         |
| 福岡県         | TVQ九州放送（TVQ）    | テレビ東京系列     | 日曜 18時30分 - 19時00分 | 土曜 18時00分 - 18時30分 | 同時ネット                                         |
| 和歌山県       | テレビ和歌山（WTV）   | 独立系テレビ放送局 | 金曜 未明                | 日曜 8時30分 - 9時00分   |                                                    |
| 秋田県         | 秋田テレビ（AKT）     | フジテレビ系列     | 日曜 9時00分 - 9時30分   | 日曜 9時00分 - 9時30分   | 2013年10月6日ネット開始 2014年9月28日、49回で終了  |
| 富山県         | 富山テレビ（BBT）     | フジテレビ系列     | 日曜 6時30分 - 7時00分   | 日曜 6時30分 - 7時00分   | 2013年10月13日ネット開始 2014年3月30日、24回で終了 |

#### 特別版
| 放送対象地域   | 放送局                      | 系列           | 放送日時                 |
| -------------- | --------------------------- | -------------- | ------------------------ |
| 関東広域圏     | テレビ東京（TX） 【制作局】 | テレビ東京系列 | 日曜 16時00分 - 17時15分 |
| 北海道         | テレビ北海道（TVh）         | テレビ東京系列 | 日曜 16時00分 - 17時15分 |
| 愛知県         | テレビ愛知（TVA）           | テレビ東京系列 | 日曜 16時00分 - 17時15分 |
| 大阪府         | テレビ大阪（TVO）           | テレビ東京系列 | 日曜 16時00分 - 17時15分 |
| 岡山県・香川県 | テレビせとうち（TSC）       | テレビ東京系列 | 日曜 16時00分 - 17時15分 |
| 福岡県         | TVQ九州放送（TVQ）          | テレビ東京系列 | 日曜 16時00分 - 17時15分 |

### 主なスタッフ
- 監修：池上彰
- 企画協力：文藝春秋
- 原作：137億年の物語
- 構成：横幕智裕、高野健生、植松知子
- 撮影：為谷純、加藤明彦
- 音声：宮田伸行
- VE：宮崎佑人
- 照明：須田道雄
- 編集：竹内美穂
- MA：飯田太志
- 音響効果：太田光則
- 美術・模型：植松淳
- 装飾美術：三重野基
- スタイリスト：興津靖江
- メイク：山本美紀
- 技術協力：ティ・ピー・ブレーン、フリーダム・オブ・ザック、麻布プラザ、ヴイ・ビジョンスタジオ
- 美術協力：テレビ東京アート、J.I.V.A.
- 番宣：朴俊映
- リサーチ：鈴木理恵
- デスク：永野翔子
- AD：久保孝平、森貴士、吉田京平、西塚佳恭
- AP：荒井かおり、松尾心
- 監督補：笠原裕明
- ディレクター：樽見近工
- 監督：千葉隆弥
- プロデューサー：鈴木亨知、斎藤智礼、川口伸之、國玉譲治
- チーフプロデューサー：福田裕昭
- 制作協力：ダイナマイトレボリューションカンパニー、TAIGAPRO
- 製作・著作：テレビ東京

#### 過去のスタッフ
- 構成：つげのり子
- 編集：青柳香織
- 装飾美術：佐々木紀貴
- 番宣：宮本聖子

| テレビ東京 日曜18時台後半枠                                          | テレビ東京 日曜18時台後半枠                        | テレビ東京 日曜18時台後半枠                                                       |
| 前番組                                                               | 番組名                                             | 次番組                                                                            |
| -------------------------------------------------------------------- | -------------------------------------------------- | --------------------------------------------------------------------------------- |
| 踊RI場 （2012.10.7 - 2013.3.30）                                     | 137億年の物語 （2013.4.14 - 2013.9.29）            | モヤモヤさまぁ〜ず2 （2013.10.6 - 2020.9.27） ※18:30 - 19:54 【30分拡大して継続】 |
| テレビ東京 土曜18時台前半枠                                          |                                                    |                                                                                   |
| 釣り・ロマンを求めて （1989.4.7 - 2013.9.28）                        | 137億年の物語 （2013.10.5 - 2014.9.27）            | ポンコツ&さまぁ〜ず ↓ 超ポンコツさまぁ〜ず （2014.10.11 - 2017.3.25）             |
| テレビ東京 金曜2:35 - 3:05枠（木曜深夜）                             |                                                    |                                                                                   |
| あにむす! （2013.10.11 - 2014.4.4） ※2:20 - 2:50                     | 137億年の物語 （再放送） （2014.4.11 - 2014.5.30） | SAVEPOINT 2014.6.5 - 2014.6.26                                                    |
| テレビ東京 月曜25時台前半枠                                          |                                                    |                                                                                   |
| プレミアMelodiX! （2014.4.7 - 2014.7.1） 【1時間50分繰り下げて継続】 | 137億年の物語 （再放送） （2014.7.15 - 2014.9.22） | ポンコツ&さまぁ〜ず （再放送） （2014.10.13 - 2014.10.27）                        |